# Montrond-le-Château
Montrond-le-Château és un municipi francès situat al departament del Doubs i a la regió de Borgonya - Franc Comtat. L'any 2007 tenia 563 habitants.

## Demografia

### Població
El 2007 la població de fet de Montrond-le-Château era de 563 persones. Hi havia 194 famílies de les quals 33 eren unipersonals (25 homes vivint sols i 8 dones vivint soles), 50 parelles sense fills, 99 parelles amb fills i 12 famílies monoparentals amb fills.
La població ha evolucionat segons el següent gràfic:
Habitants censats

### Habitatges
El 2007 hi havia 208 habitatges, 198 eren l'habitatge principal de la família, 4 eren segones residències i 6 estaven desocupats. 188 eren cases i 18 eren apartaments. Dels 198 habitatges principals, 161 estaven ocupats pels seus propietaris, 31 estaven llogats i ocupats pels llogaters i 6 estaven cedits a títol gratuït; 5 tenien dues cambres, 17 en tenien tres, 36 en tenien quatre i 140 en tenien cinc o més. 182 habitatges disposaven pel capbaix d'una plaça de pàrquing. A 64 habitatges hi havia un automòbil i a 118 n'hi havia dos o més.

### Piràmide de població
La piràmide de població per edats i sexe el 2009 era:
| Homes | Edats   | Dones |
| ----- | ------- | ----- |
| 0     | 95 o +  | 0     |
| 4     | 90 a 94 | 8     |
| 0     | 85 a 89 | 4     |
| 4     | 80 a 84 | 8     |
| 4     | 75 a 79 | 4     |
| 12    | 70 a 74 | 12    |
| 4     | 65 a 69 | 4     |
| 4     | 60 a 64 | 8     |
| 4     | 55 a 59 | 4     |
| 8     | 50 a 54 | 12    |
| 24    | 45 a 49 | 12    |
| 24    | 40 a 44 | 20    |
| 28    | 35 a 39 | 28    |
| 24    | 30 a 34 | 20    |
| 12    | 25 a 29 | 12    |
| 4     | 20 a 24 | 8     |
| 12    | 15 a 19 | 16    |
| 32    | 10 a 14 | 8     |
| 16    | 5 a 9   | 12    |
| 32    | 0 a 4   | 12    |

## Economia
El 2007 la població en edat de treballar era de 348 persones, 274 eren actives i 74 eren inactives. De les 274 persones actives 263 estaven ocupades (151 homes i 112 dones) i 10 estaven aturades (4 homes i 6 dones). De les 74 persones inactives 27 estaven jubilades, 32 estaven estudiant i 15 estaven classificades com a «altres inactius».

### Ingressos
El 2009 a Montrond-le-Château hi havia 193 unitats fiscals que integraven 554,5 persones, la mediana anual d'ingressos fiscals per persona era de 19.725 €.

### Activitats econòmiques
Dels 16 establiments que hi havia el 2007, 1 era d'una empresa extractiva, 2 d'empreses de fabricació d'altres productes industrials, 1 d'una empresa de construcció, 4 d'empreses de comerç i reparació d'automòbils, 1 d'una empresa de transport, 1 d'una empresa d'hostatgeria i restauració, 2 d'empreses d'informació i comunicació, 1 d'una empresa financera, 2 d'empreses de serveis i 1 d'una entitat de l'administració pública.
Dels 3 establiments de servei als particulars que hi havia el 2009, 1 era un taller de reparació d'automòbils i de material agrícola, 1 lampisteria i 1 restaurant.
L'únic establiment comercial que hi havia el 2009 era una botiga de mobles.
L'any 2000 a Montrond-le-Château hi havia 11 explotacions agrícoles.

## Equipaments sanitaris i escolars
El 2009 hi havia una escola elemental.

## Poblacions més properes
El següent diagrama mostra les poblacions més properes.